# 馬來西亞人名
马来西亚人名在追踪一个人的文化和种族背景方面非常有用，因为马来西亚有许多种族和文化，每个人都有自己独特的名字系统。人名在一定程度上由国家注册部门规定，特别是自从推介了国家注册身份证（NRIC）后。
马来西亚华人是使用家庭姓氏的主要族群。许多其他族群包括马来人、原住民及沙巴和砂拉越原住民都共享命名系统，即个人名字后加上父名为姓。

## 马来人名
古代传统的马来人名都来自一种或多种语言，或甚至来自这些语言的两个或多个元素的组合：
- 马来语：例如Kiambang（基安邦），Mayang （马扬）或 Tuah（图阿）
- 高棉语，暹罗语或占语：例如Tam（丹），Som （松）或 Lai（莱）
- 爪哇语：例如Ratnasari，Joyo 或 Kesuma
- 梵语或巴利语：例如Wira，Darma 或 Wati

随着伊斯兰教的传播，阿拉伯名字逐渐开始使用，但直到殖民地时期前未普及化。尽管传统马来语名称仍然广泛使用了数世纪，现在只限于的乡村地区少数的人们使用。马来西亚的国民登记局不允许他们认为有消极或淫秽的含义的名字，如Pendek意为“短”，该局也禁止使用颜色、动物和自然现象的名称为名，这使到许多传统名字都是非法的，包括Puteh或Putih（白色），Wulan或Bulan（月亮），Suria（太阳），Rimau（老虎）和Awan（云）。此禁令的部分原因是上世纪的宗教意识增加所致，绝大多数马来人今天倾向于使用阿拉伯名字。尽管如此，还有其他语言的名字也普遍使用：
- 波斯语： Jihan，Mirza 或 Shah
- 希腊语或拉丁语：Maria，Marina 或 Johana
- 英语：Tiara或Ros

源自阿拉伯-希伯来文的名字也很普遍，如Adam，Yaakob，Ishak，Bunyamin，Danial 和 Sarah。此外，穆斯林阿拉伯人很少使用的阿拉伯 - 希伯来文来源的名字在马来人中很普遍，如女性名字Meriam或Miriam(阿拉伯人普遍说Mariam)，Saloma和Rohana。
在近现代时期，阿拉伯语派生词和名词被修饰以适应古典马来语。这仍然反映出在某些中东名字的农村发音。因此，Sharif 改成 Sarip 还有 Aziz 变成 Ajis。

### 构造
马来人的名字含有在任何情况下都用于各方面的个人名称，后加上父名。因此，大部分马来人不使用家族姓氏。在这方面，马来人名跟冰岛人命名方式相似。男性方面，其名字的父亲名前面会加上Bin（源自阿拉伯语بن，意为“之儿子”）。所以，如果Osman有个儿子名叫Musa，那么Musa的名称是Musa Bin Osman 。女性方面，其名字的父亲名前面则会加上Binte 或 Binti （源自阿拉伯语بنت，意为“之女儿”）。所以，如果Musa有个女儿名叫Aisyah，那么Aisyah的名称是Aisyah Binti Musa。即使结婚后，女性就像许多其他文化般不会更改名字。
在过去中，一个马来人拥有两个或以上的名字并不常见，但现代的马来人名有些拥有两个或三个名字。有些名字来自世界各地的公众人物如Mohammad Rifae Zidane ，这名字的第三个字是来自著名的足球选手。许多马来男性名称的第一个名字有Mohammad 或 Muhammad，即来自先知穆罕默德。 

### 冠名
几乎所有马来人都按照如阿拉伯人，希伯来人等习俗冠父名。有时父名的前辍Bin或Binti会略写成男性的B.，女性的Bt., Bte. 或 Bint.。有时外国人会误把这前辍当成中间名。一般上，大多数马来人会把Bin或Binti给省略掉。所以，上段的两个例子将会写作Musa Osman 和 Aisyah Musa 。当以这种方式呈现时，名字的第二部分经常被外国人误认为姓氏。
当有人只想使用一个名字，通常会使用第一个名字而不是第二个名字，因为称呼其冠名（父亲名字）是无礼的。所以，Musa Osman是Mr Musa（穆萨先生或马来语的Encik Musa），Aisyah Musa是Mrs/Ms/Miss Aisyah （爱莎小姐或马来语的Puan/Cik Aisyah）。有时候，男性的名字前面有先知穆罕默德（Mohammed或其他类似写法）或Abdul（阿都）。在这种情况下，男性通常都会使用第二名字为通称，第三名字就是父名。比如Mohammed Hisyam bin Ariffin将会被称作Hisyam先生，或Abdul Rahman bin Rasyid 称作Abdul Rahman 先生。
不过在马来人命名系统里因为没有家庭姓氏。一般上马来人名称呼都使用马来语的Encik（先生）或Puan及Cik（女士及小姐）。 

### 姓氏
一些马来家庭有使用姓氏，如父系源自王家的Tengku, Megat, Nik, Wan, Raja 和 Che，印度穆斯林也有Merican, Khan 和 Munsi 的姓氏，即祖先源自印度穆斯林。其他普遍的姓氏有Sayid 或 Syed （源自阿拉伯），Teuku （源自亚齐），Daeng （源自武吉斯）等。

### 敬称
在旧时代，第一批移民马来半岛的华人曾经受到马来人的高度尊重。旧时有些马来人在某些情况下曾冠上Baba（峇峇，意指华人男性）为名。 但年轻一代已不跟随，还有现代的马来西亚华人也不再有以前的身份。

### 第二名字或双名
马来名字的另一个很常见的特征是，有存在着第二个名字或双重名字。这似乎是因为使用非常受欢迎的穆斯林名字的人增加而出现的，如男性的Muhammad（穆罕默德/莫哈末）和 Ahmad，还有女性的Nur 和 Siti。这些名字及其变体通常会增加一个独特的第二名字，如Muhammad Osman 或 Nur Mawar ，之后再加入父姓。
马来男性双重名字中第一常用的名是：
- Muhammad/ Mohammad/ Mohammed (普遍缩写成 Muhd., Mohd., Md. 或简单的 M.)
- Mat — 马来文变体的Muhammad。     Mat也同时使用在沟通时人名尾端有-mad或     -mat ，如Ahmad,     Rahmat, Samad等。
- Mamat – Muhammad的另一个变体
- Ahmad
- Abdul
- Awang (沙巴人普遍使用)

马来女性双重名字中第一常用的名是：
- Nur/Nurul/Noor/Nor
- Siti
- Dayang (沙巴人普遍使用)

在男性双名中有特例的是Abdul（阿都）。根据阿拉伯人命名方式，Abdul的意思是“仆人”及必需跟着命名真主的九十九个尊名的其中一个，例如Abdul Haqq 意思是 “真实的仆人”。
因此，Osman有另一个名叫Abdul Haqq的儿子，将会称作Abdul Haqq bin Osman或 Abdul Haqq Osman。还有Abdul Haqq有女儿名叫Nur Mawar，将被称作 Nur Mawar binte Abdul Haqq或 Nor Mawar Abdul Haqq。在双名里称呼时普遍上会去掉第一个名字，就算是Abdul，也会称作Haqq Osman 或 Mawar Haqq。

### 世袭封衔
在马来西亚的不同地方，传统上继承（父系）马来封衔普遍上被使用并经常并入命名系统中作为双名的第一部分。大部分的封衔拥有者源自王室或贵族。
可继承封衔的例子有：

#### 源自父系王家血统 （巫裔）
- Tunku
- Tengku
- Raja

#### 源自父系王家血统 （巫裔-高棉人）
- Yang
- Long

#### 源自父系王家血统 （亚齐人-巫裔）
- Teuku

#### 源自父系王家血统（武吉斯人-巫裔）
- Daeng
- Daing

#### 源自母系王家血统 （巫裔）
- Engku
- Ungku
- Megat (男)
- Puteri (女)
- Wan
- Nik

#### 源自父系或母系[哪個／哪些？]的王家或贵族血统
- Syed（谢赫/赛）/Sharifah (分别给予男性和女性) —表明源自先知穆罕默德家庭的直接父系血统。
- Mior (只限男性)—表明源自先知穆罕默德家庭的直接父系血统。
- Awangku/Pangiran/Pengiran, Dayangku (普遍在沙砂的男女，源自汶莱马来人贵族血统).
- Tuan (普遍在尊称男性时使用，如“Sir”)
- Awang/Dayang，Abang/Dayang 或 Dayangku (分别普遍在沙砂的男女使用)

#### 源自父系贵族血统
- Wan
- Nik
- Che
- Tun
- Azmi

所有的世袭封衔都受到管制，受马来西亚国民注册局管辖，还有世袭封衔必需出现在国民注册身份证（NRIC，即大马卡），护照及官方文件。个人在任何情况下都不得被剥夺或拒绝其世袭封衔，还有没有血统证明的人不可随意使用世袭封衔，得按照当有关单位和国民注册命名规定进行取名。

### 非世袭封衔
以上的封衔都是世袭的，但Datuk（拿督），Tan Sri（丹斯里）和Tun（敦）都是封赐而非世袭的。
这些封衔普遍上由苏丹，最高元首及州元首在各自的州属或国家封赐，作为对国家和各自州属的贡献和服务的认可。“拿督”是授予所有种族的马来西亚人的荣誉封衔。例如拿督李宗伟是个著名的羽毛球选手，因为在2008年北京奥运会中获得银牌而成为第三位在奥运会获得银牌的马来西亚人，成就受到认可而获封勋衔。如果受封者是男性，其妻子自动拥有Datin（拿汀）的封号，但如果女性受封拿督，丈夫则没有类似封号。
“敦”是保留给国家级的主要人物，如第四任首相敦马哈迪·莫哈末，他在2003年10月31日卸任首相后获得此勋衔。

### 哈芝或哈嘉Haji / Hajjah
当有人曾经去麦加朝圣完成朝觐仪式，他们可被称为男性的“Haji”（哈芝）或女性的“Hajjah”（哈嘉）。因此，如果Musa Bin Osman 完成朝觐，他可被称呼Haji Musa Bin Osman ，他的女儿Aisyah可被称为Aisyah Binti Haji Musa 。如果Aisyah自己也完成朝觐，她的名字也会是Hajjah Aisyah Binti Haji Musa。这些称号在书写时可被缩写，如 Haji 的 Hj. 及 Hajjah 的 Hjh。

## 华人名字
传统上华语名字主要由马来西亚华人使用，这些姓名普遍上使用三个字，如Foo Li Leen 或 Tan Ai Lin。第一个字是由父亲代代相传的华人家庭姓氏，另两个字是华语名字，有些名字会有字辈。在其他文化上，有时姓氏会移至名字尾端如Li Leen Foo。
有些华人使用西方人名（洋名）例如Denise Foo ，也有些倾向使用洋名多于华语名字。多数使用洋名的华人是基督徒，或者是说英语为主的华人。在官方文件上，这种名字会以洋名-姓氏-华语名字形式书写（例如Denise Foo Li Leen），或姓氏-华语名字-洋名书写（例如Foo Li Leen Denise），还有洋名-华语名字-姓氏的书写方式（例如Denise Li Leen Foo）。一般做法上都只使用一种名字（洋名或华语名字）来称呼。马来西亚华裔穆斯林有些会直接使用阿拉伯名字，也有些把阿拉伯名字和华语名字混合使用（例如黄伟雄=Firdaus Wong Wai Hung）。
由于马来西亚没有标准化的华语名字罗马化书写系统，所以登记报生纸时经常根据登记员的判断或登记提出者的偏好来罗马化名字。因此，罗马化的错误并不罕见，出现了一些不寻常的名称。直到1980年代汉语拼音开始采用及普遍，虽然流行度不高。汉语拼音是标准华语或普通话的标准转写，而绝大多数罗马化书写的姓氏则以方言为主。例如Tan（福建泉漳话）就是汉语拼音的Chen（陈，勿誤會為漢語拼音剛好為Tan的譚/談姓），在福州話的罗马化则转写为Ding。当父母想要孩子与父亲拥有同样的罗马化姓氏，例如Tan Jia Ling 的Tan是福建话而Jia Ling则是标准华语的名字则逐渐普遍。

## 印度人名
马来西亚印度人正式使用着父姓命名系统，即他们传统的印度名字（淡米尔，泰勒固，马拉雅拉姆或梵语）中加入些马来语文字。男性人名会有个人名字，后加上马来文anak lelaki （意为“之儿子”），最后是父亲名字。女性人名则有个人名字，后加上马来文anak perempuan （意为“之女儿”），最后是父亲名字。该马来文父姓词普遍缩写成a/l (之儿子) 或 a/p (之女儿) ，后是父亲名字。在很多情况下，介入的马来语都会被省略，即个人名字后紧随着父亲名字。
遵循南印度的传统做法，有时父亲名字会缩写成单个字母，并书写在个人名字前方。因此，有个男性名叫Anbuselvan 而他的父亲名叫Ramanan 可被称为Anbuselvan anak lelaki Ramanan （正式），Anbuselvan a/l Ramanan (官方身份证), Anbuselvan Ramanan 或R. Anbuselvan。而他的女儿Mathuram将会称为Mathuram anak perempuan Anbuselvan （正式），Mathuram a/p Anbuselvan(官方身份证), Mathuram Anbuselvan 或 A. Mathuram。虽然没有正式记录，有些印度妇女可以在婚后使用丈夫的姓名而不是她父亲的名字。 
马来西亚的印裔穆斯林就如马来族群，使用阿拉伯名字或自己语言的名字。而马来西亚印裔基督徒也有使用阿拉伯语的基督教名字。
马来西亚的锡克人有些遵循西方风格的个人名字，后加上姓氏，但比较普遍上使用南印度人格式，即个人名字加上男性的anak lelaki （之儿子）和女性的anak perempuan （之女儿）。锡克西式名字有全个人名字及家族姓氏，例如：Harjit Singh Gill (男性) 或 Harjit Kaur Gill (女性)。南印度风格的名字如：Harjit Singh a/l Jit Singh (男性)和Harjit Kaur a/p Jit Singh（女性）。

## 印尼人名
尽管印尼人（特别是爪哇人）移民在马来西亚仍带着印尼名字如Sukanto，但他们在马来西亚出生的孩子趋向于使用阿拉伯名字。

## 其他族群的名字
半岛原住民和砂拉越土著使用马来语anak （之孩子），不计性别地作为父姓词，例如Aziz anak Ramlan 。然而，沙巴和砂拉越原住民大多数住在城镇的新一代，以及信仰基督教的人们，趋向拥有基督教名字，例如Melissa Melanie Raweng (Raweng 是父亲名字).
有些沙巴和砂拉越土著有使用与马来人相同的父姓词，即bin 或 binti ，也有部分人拥有代代相传的父系家族姓氏。
米南佳保人后裔则使用部落氏族的名字由母系繼嗣。
克里斯坦人通常拥有葡萄牙人或类似欧洲人的名字，包括传承的家族姓氏。事实上，阿拉伯人和葡萄牙人在名字上具有共同的影响力，例如：Fatima, Omar和 Soraya，这些名字在阿拉伯的影响下在葡萄牙很普遍。 